# Merkantilizem
Merkantilizem je predstavljal vodilno gospodarsko teorijo med 16. in 18. stoletjem. Je krepitev lastnih gospodarskih in vojaških zmogljivosti z načrtnim razvijanjem gospodarstva in zunanje trgovine.Temeljil je na teoriji, da je država lahko samooskrbna. Da je država lahko samooskrbna, morajo biti meje pod nadzorom - meddržavne(znotraj države) nimajo nadzora, zunanje meje pa morajo biti nepropustne. Pospeševala se je domača obrt in trgovina, gradile so se ceste. Povečale so se uvozne carine in znižale izvozne cene - namen tega pa je bilo povečati izvoz ter zmanjšati oz. prekiniti uvoz, s tem pa povečati dobiček države. Govorimo o tako imenovani aktivni trgovski bilanci. Je tudi prva gospodarska teorija, ki je izvedla obdavčitev fevdalnega plemstva. Utemeljitelj merkanitilizma je Jean-Baptiste Colbert, ki je vodil merkantilistično gospodarsko politiko.